# Dol Dauber
Adolf „Dol“ Dauber (* 27. Juli 1894 in Wiznitz bei Czernowitz/Bukowina; † 15. September 1950 in Prag) war ein Violinist, Kapellmeister und Komponist.

## Leben
In den 1920er Jahren nahm Adolf Dauber den Künstlernamen Dol Dauber an und gründete 1926 in Wien das "Jazz Symphonie- und Tanzorchester", das bald zu den besten der Stadt gehörte und bis 1932 zahlreiche, zum Teil von Dauber selbst komponierte Stücke bei der britischen Gramophone Company aufnahm und veröffentlichte. Von seinen Kompositionen wurde der Schlager Laila mit Text von Fritz Löhner-Beda am bekanntesten. 
1933 zog er mit seinen Musikern nach Prag, spielte nun dort Konzerte und machte weitere Aufnahmen, unter anderem mit R. A. Dvorsky. Während der deutschen Besetzung Prags und des Zweiten Weltkrieges konnten er und seine Frau sich selbst einer Deportation entziehen, mussten aber erleben, dass 1943 ihr Sohn, der Cellist und Komponist Robert Dauber, in das KZ Theresienstadt inhaftiert wurde.  Bei einem Pragbesuch bestand Hitler darauf, dass Dauber in seiner Anwesenheit spielen sollte. Daubers Erwiderung, er würde nur spielen, wenn sein Sohn freigelassen würde, wurde zurückgewiesen. Nach dem Krieg verfiel Dauber in Depressionen über den Tod seines Sohnes im KZ Dachau und starb 1950 in Prag.

## Kompositionen
- Laila, Tango-Schlager von 1925/28 mit Text von Fritz Löhner-Beda

## Aufnahmen
- Mundlied,The Gramophone & Co. Ltd. 70-1074, GB, Hayes 1928
- Saxophon-Suzie, The Gramophone & Co. Ltd. 2-270998, GB, Hayes 1928
- Die Ladies aus Amerika, The Gramophone & Co. Ltd. 3-940902, GB, Hayes 1928
- Mr. Bondy, The Gramophone & Co. Ltd. 3-940891, GB, Hayes 1928
- Du bist in letzter Zeit so schrecklich blond geworden, The Gramophone & Co. Ltd. 70-1040, GB, Hayes 1930
- Oh, Donna Clara, The Gramophone & Co. Ltd. 70-1015, GB, Hayes 1930
- Ein Kuss im Frühling, Electrola 70-1078, Berlin 1930
- Cim, cim, cim The Gramophone & Co. Ltd. AM 4753, Prag 1934
- Nebe na zemi (Heaven On Earth), Prag 1936